# Campionato europeo di taekwondo 2000
Il XIII Campionato Europeo di Taekwondo si è disputato a Patrasso, in Grecia, tra il 4 e il 7 maggio 2000.

## Medagliati

### Maschile
| Specialità | Oro                         | Argento                           | Bronzo                                                    |
| -54 kg     | Juan Antonio Ramos Spagna   | Christophe Civiletti Francia      | Miroslav Krklješ Jugoslavia / Mert Tuncer Turchia         |
| 58 kg      | Michalis Mouroutsos Grecia  | Miguel Toledo Spagna              | Muhammed Ali Karatas Germania / Josef Salim Danimarca     |
| 62 kg      | Eroi Denk Germania          | Dennis Mollet Paesi Bassi         | Shirwan Hasan Danimarca / Niyamaddin Pashayev Azerbaigian |
| 67 kg      | Ioanis Georgios Grecia      | Martin Lagerberg Svezia           | Mika Tarhanen Finlandia / Francisco Zas Spagna            |
| 72 kg      | Aziz Acharki Germania       | Thijs Oude Luttikhuis Paesi Bassi | Marcos Carreira Spagna / Christophe Négrel Francia        |
| 78 kg      | Bekir Aydın Turchia         | Jon Garnika Spagna                | Antonio Cutugno Italia / Roman Livaja Svezia              |
| 84 kg      | Faissal Ebnoutalib Germania | Jon García Aguado Spagna          | Kristijan Kralj Croazia / Yasin Yağız Turchia             |
| +84 kg     | Bahri Tanrıkulu Turchia     | Rubén Montesinos Spagna           | Teemu Heino Finlandia / Michalis Kotsopoulos Grecia       |

### Femminile
| Specialità | Oro                          | Argento                          | Bronzo                                                  |
| -47 kg     | Belén Asensio Spagna         | Fadime Hervacioglu Germania      | Isabella Martinetti Italia / Kadriye Selimoğlu Turchia  |
| 51 kg      | Svetlana Noskova Russia      | Jennifer Delgado Spagna          | Aimee Bungalembun Paesi Bassi / Hanne Poulsen Danimarca |
| 55 kg      | Hamide Bıkçın Tosun Turchia  | Gwladys Épangue Francia          | Gemma Magria Spagna / Ivona Skelin Croazia              |
| 59 kg      | Virginia Lourens Paesi Bassi | Sonia Reyes Spagna               | Lila Halkjær Danimarca / Zeynep Murat Turchia           |
| 63 kg      | Ayşenur Taşbakan Turchia     | Inci Tasyürek Germania           | Luisa Arnanz Spagna / Kaliopi Papaioannou Grecia        |
| 67 kg      | Ekaterina Nazarova Russia    | Elena Benítez Spagna             | Morfou Drosidou Grecia / Ksenia Tschucha Belgio         |
| 72 kg      | Elisavet Mistakidou Grecia   | Alesia Cherniavskaya Bielorussia | Veera Liukkonen Finlandia / Valérie Wiet-Henin Francia  |
| +72 kg     | Maria Koniakhina Russia      | Daniela Castrignanò Italia       | Nataša Vezmar Croazia / Maria Zhuravskaya Bielorussia   |

## Medagliere
| Posizione | Paese       | Oro | Argento | Bronzo | Totale |
| --------- | ----------- | --- | ------- | ------ | ------ |
| 1         | Turchia     | 4   | 0       | 4      | 8      |
| 2         | Germania    | 3   | 2       | 1      | 6      |
| 3         | Grecia      | 3   | 0       | 3      | 6      |
| 4         | Russia      | 3   | 0       | 0      | 3      |
| 5         | Spagna      | 2   | 7       | 4      | 13     |
| 6         | Paesi Bassi | 1   | 2       | 1      | 4      |
| 7         | Francia     | 0   | 2       | 2      | 4      |
| 8         | Italia      | 0   | 1       | 2      | 3      |
| 9         | Bielorussia | 0   | 1       | 1      | 2      |
| 9         | Svezia      | 0   | 1       | 1      | 2      |
| 11        | Danimarca   | 0   | 0       | 4      | 4      |
| 12        | Croazia     | 0   | 0       | 3      | 3      |
| 12        | Finlandia   | 0   | 0       | 3      | 3      |
| 14        | Azerbaigian | 0   | 0       | 1      | 1      |
| 14        | Belgio      | 0   | 0       | 1      | 1      |
| 14        | Jugoslavia  | 0   | 0       | 1      | 1      |
|           | TOTALE      | 16  | 16      | 32     | 64     |